# Stipa psylantha
Stipa psylantha är en gräsart som beskrevs av Carlos Luis Spegazzini. Stipa psylantha ingår i släktet fjädergrässläktet, och familjen gräs. Inga underarter finns listade i Catalogue of Life.